# Prezunic Supermercados
Prezunic é uma rede de supermercados do Rio de Janeiro, fundada em 2001. A rede faz parte do grupo chileno Cencosud.

## História

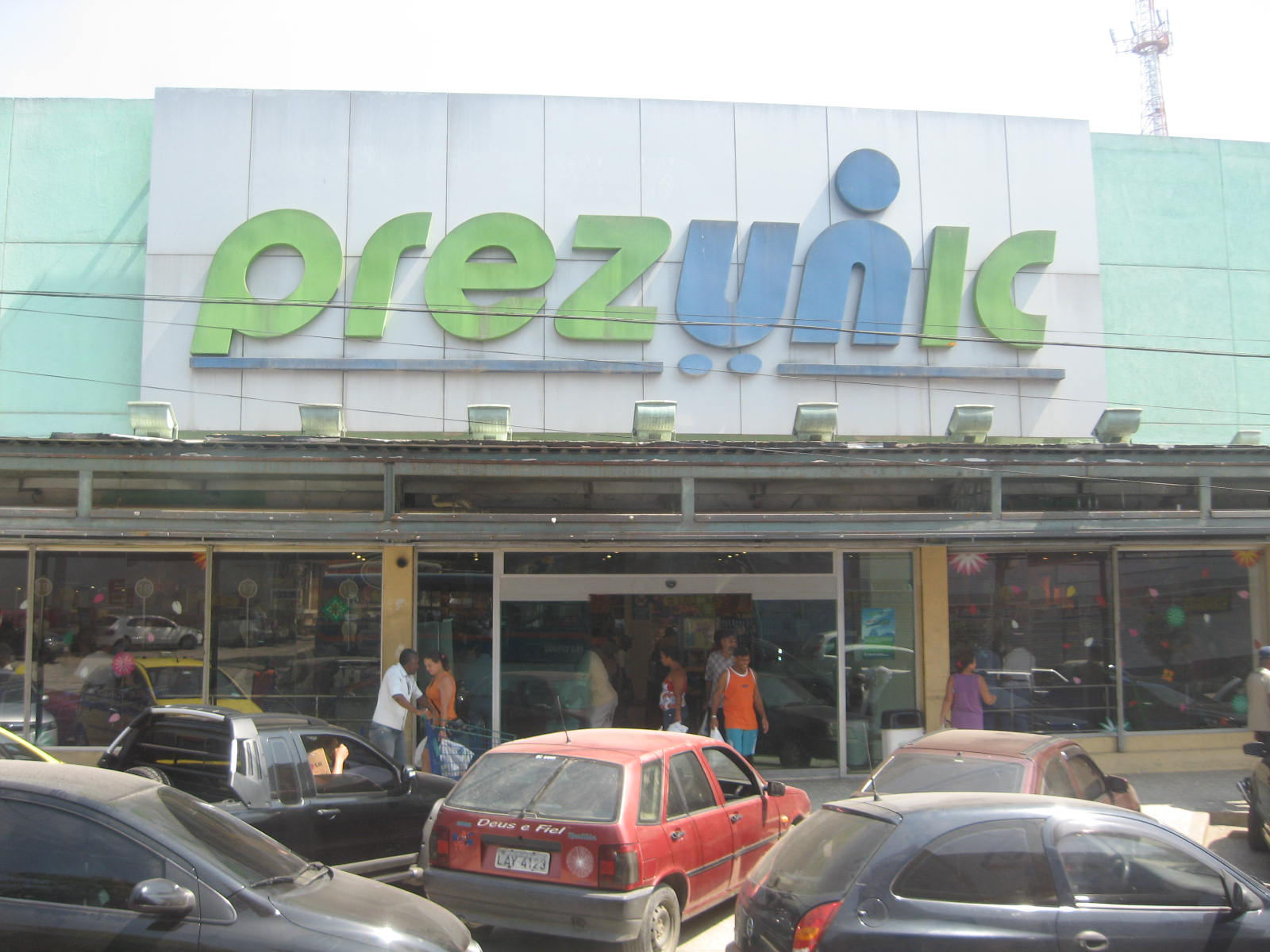
Unidade do Prezunic em Vilar dos Teles, São João de Meriti

No dia 2 de novembro de 2001, a rede de supermercados foi lançada, num evento de apresentação aos que seriam seus principais fornecedores. Naquela época, a administração da rede funcionava no Rio Office, na Barra da Tijuca, e a Central de Distribuição, que desde 2005 está instalada no Mercado São Sebastião, em Fazenda Botafogo.
Em 13 de maio de 2002 foi inaugurada a primeira loja, no bairro de Benfica. A data foi uma homenagem a Nossa Senhora de Fátima, santa de devoção de Joaquim, então proprietário. Ainda naquele ano foram inauguradas mais seis lojas: Senador Camará, Catumbi, Freguesia, Pechincha, Recreio dos Bandeirantes e Campo Grande.
No ano seguinte, no mês de julho, foi inaugurada a loja de Jaurú e em 2004, outras cinco lojas foram abertas no Rio: Magalhães Bastos, Caxias Centenário, Vista Alegre, Olaria e Engenho Novo. Seguiram-se mais sete lojas em 2005: Cidade de Deus, Caxias Centro, Itaóca, Fonseca, Campinho, Nilópolis e Taquara. Em 2006, outras sete lojas: Cachambi, Padre Miguel, Penha Circular, Ilha do Governador, Méier, Icaraí e Vilar dos Teles.
No ano de 2007, em  dezembro, onde havia funcionado uma concessionária de veículos, na Avenida General Polidoro, foi inaugurada a 28ª loja da rede, sendo a primeira na Zona Sul do Rio de Janeiro. A 29º loja foi a filial aberta no ano seguinte, num shopping center em Guadalupe.
A empresa foi eleita pelo Great Place to Work Institute (GPTW) como uma das cem melhores empresas para se trabalhar no Brasil.
No dia 26 de novembro de 2011, a rede Prezunic foi vendida para a rede Cencosud, que assumiu o controle da empresa em 2 de outubro de 2012 criando assim o braço forte carioca da rede chilena.
Em 2023, foi inaugurada uma nova loja na cidade de Maricá, ainda na região metropolitana do Rio de Janeiro. 